# إدفو (مركز)
مركز إدفو، مركز إداري مصري. يقع في محافظة أسوان الواقعة في جمهورية مصر العربية. القاعدة الإدارية للمركز هي مدينة إدفو، وتضم كذلك مدن الرديسية والبصيلية والسباعية.